# Фруд, Уильям
Уильям Фруд (англ. William Froude; 28 ноября 1810[…], Девон — 4 мая 1879[…], Саймонстаун, Западно-Капская провинция) — английский инженер, основоположник корабельной гидродинамики. Получил образование в Оксфорде. Разработал теорию, позволяющую рассчитать сопротивление воды движению судна по результатам испытаний модели. Является создателем первого в мире опытового бассейна. В 1870 году ввёл в гидродинамику понятие числа Фруда.

## Биография

### Детство и образование
Уильям Фруд родился в 1810 году в Дарктинтоне (графство Девон) в интеллигентной семье. Его отец Роберт Фруд (1771—1859) занимал должность архидиакона Тотнесского; старший брат Роберт Харрелл Фруд (1803—1836) был англиканским священником и одним из основателей Оксфордского движения; младший брат Джеймс Энтони Фруд (1818—1894) — известный историк и журналист.
Уильям Фруд получил начальное образование сначала в подготовительной школе в Бакфасте, а затем в Вестминстерской школе в Лондоне и в колледже Ориэл Оксфордского университета. Высшее образование получил в Оксфордском университете, где углубленно изучал математику и получил в 1832 году диплом инженера.

### Начало карьеры
Фруд начал работать землемером на Юго-Восточной железной дороге, строительство которой было завершено 1837 году. Он был ответственным за сооружения на участке от Бристоля до Эксетера. Именно здесь он разработал и ввел свой эмпирический метод прокладки криволинейных участков трассы и ввел альтернативную конструкцию наклона каменной кладки скошенных арок мостов, расположенных в районе Эксетера.
Между 1836 и 1838 годами он занимал должность гражданского инженера-строителя, а затем вошёл в штат главного инженера Большой западной железной дороги Изамбарда Кингдома Брюнеля для работы над различными инженерными проектами в Южной Англии.
Хотя проекты Брюнеля не всегда были успешны, они часто содержали новаторские инженерные решения. Брюнель обратил внимание Фруда на проблему обеспечения устойчивости кораблей на курсе. Море и корабли всегда привлекали Фруда, поэтому он вскоре начал проводить эксперименты по определению сопротивления на малых моделях судов на реке Дарт. С 1859 года он проводил эксперименты с моделями кораблей сначала частным порядком в Пейнтоне, куда он переехал после смерти отца, а затем в исследовательском бассейне в Торквее. В 1861 году Фруд направил в Институт Военно-Морских конструкторов научный труд «On the rolling of Ships» («О качке судов»), который в дальнейшем оказал большое влияние на проектирование кораблей.
Начиная с 1867 года, Фруд буксировал модели попарно так, чтобы один корпус был расположен напротив другого. Фруд считал, что сопротивление трения и волновое сопротивление описываются различными законами, поэтому он начал буксировать полностью погруженные доски с различной шероховатостью поверхности. Это дало ему возможность установить формулу, которая прогнозирует сопротивление трения корпуса с достаточной точностью, и сформулировать закон, известный как критерий (закон) сходства Фруда. Этот закон утверждает, что явления волнообразования будут подобными у натурного объекта и модели, если скорость модели будет меньше в корень квадратный из отношения их размеров. С этими двумя аналитическими результатами Фруд нашёл надежный способ оценки мощности силовой установки, необходимой для того, чтобы судно двигалось с заданной скоростью.
Фруд опубликовал результаты опытов по циркуляции кораблей во втором томе трудов Института Военно-морских конструкторов и благодаря этому познакомился с Эдвардом Ридом, автором диаграммы остойчивости, известной как диаграмма Рида. Фруд также производил эксперименты на моделях и теоретические выкладки по проблеме остойчивости судов.
После службы в 1868 году в комитете по изучению военно-морских проектов Фруд предложил Британскому Адмиралтейству ряд экспериментов с использованием моделей для установления физических законов, определяющих условия движения полноразмерных судов. Вскоре Фруд загорелся идеей построить собственный испытательный бассейн, где бы он мог работать без начальников. Его предложения при содействии Эдварда Рида, главного кораблестроителя того времени, было принято в 1870 году. И тогда же, вблизи Торквея, было начато строительство исследовательского бассейна, на который Адмиралтейство выделило субсидию в 2000 фунтов стерлингов на покрытие стоимости сооружения и на расходы по эксплуатации бассейна, а также небольшой платы сыну и главному помощнику Роберту Эдмонду Фруду. Сам Уильям Фруд от оплаты отказался.
Ускорению работ по сооружению бассейна способствовала гибель 6 сентября 1871 года в Бискайском заливе броненосца HMS Captain с потерей почти всего экипажа численностью около 500 человек. Проект броненосца отличался множеством недостатков, которые привели к опрокидыванию. Эта большая трагедия утвердила Фруда в его решении выполнить работы по определению постоянных ошибок в проектах и конструкциях кораблей.

### Опытовый бассейн
Уильям Фруд построил первый в мире исследовательский бассейн для проведения модельных испытаний. Бассейн Фруда имел длину 85 м, ширину 14 м, глубину 3 м. 1871—1872 годы стали поворотными в мировой истории судостроения, так как именно в то время паровой двигатель начал заменять паруса, и стало важно заранее определять мощность, необходимую для движения судна с заданной скоростью.
С незапамятных времен чертежи корпусов английских кораблей строили в значительной степени по эмпирическим правилам, полученным в результате накопленного опыта. Ещё раньше, в эпоху Просвещения, любители-экспериментаторы пытались найти научные обоснования этих правил, подобно Уильяму Фруду. Такими были, например, Джон Франклин, Шарль Боссю, и Марк Бьюфой, который основал Общество совершенствования военно-морских конструкций ещё в 1791 году.
Первые эксперименты Фруд провёл на масштабных моделях винтовых канонерок «Swan» 3,6 футов (1,1 м) длиной и «Raven» 12 футов (3,66 м) длиной. Он использовал их при буксировочных испытаниях для определения силы сопротивления и разработки методики пересчета. Для этих экспериментов Фруд сконструировал новый, более точный прибор для записи результатов измерений в процессе испытаний. Модель «Raven» имела заостренные носовую и кормовую части в районе ватерлинии, выполненные по рекомендациям Джона Скотта Рассела. Модель «Swan» имела закругленные очертания в предположении, что это приведёт к уменьшению сопротивления. Именно в результате этих опытов Фруд обнаружил, что главными составляющими сопротивления движению являются трение корпуса и волнообразование.
В 1876 году Фруд был отмечен Лондонским королевским обществом награждением Королевской медалью за теоретические и практические исследования остойчивости, качки, сопротивления движению и привода судов.
Шесть лет подряд Фруд был экспертом по новой главе гидродинамики, работал во многих национальных комитетах и общался с коллегами во всем мире. Такая работа подорвала его здоровье, и он отправился официальным гостем от Королевского Военно-Морского Флота в Южную Африку, чтобы заодно поправить своё здоровье. Однако по дороге он заболел дизентерией и умер 4 мая 1879 года в Саймонстауне вблизи Кейптауна, где и был похоронен со всеми морскими почестями.
После смерти Уильяма Фруда уже 27 мая 1879 года Первый лорд Адмиралтейства написал Роберту Фруду следующее письмо:

«Мое Лордство хочет выразить Вам и всем членам Вашей семьи очень искреннее сочувствие во время невосполнимой утраты, которую Вы понесли — потери, которая не может рассматриваться иначе, чем национальная. Мы чувствуем, что господин Фруд сослужил большую службу флоту и стране, отдав свои выдающиеся способности, знания и наблюдательность для совершенствования проектов кораблей, и нельзя оставить его заслуги без такой награды, как благодарность, занесенная на стене Адмиралтейства».

## Научное наследие

### Теория и практика кораблестроения
Признание Уильяма Фруда как инженера-новатора наступило уже при его жизни. Историческим следствием пионерских работ отца и сына Фрудов стало преимущество Великобритании на море в течение всего Викторианского периода. Написанные Уильямом и Робертом Фрудами научные статьи используются до наших дней, поскольку в них даны фундаментальные решения основных задач исследования модели корабля. Фруд дал научный подход к разработке корпуса и винта, что стало существенным для их усовершенствования и привело в конечном счете к более надежному и прибыльному судоходству.
В результате своих исследований Фруд получил практический метод проектирования кораблей, позволяющий устранять дефекты, которые могли бы привести к тяжелым и бесполезным потерям жизней на море. Сформулированный Фрудом закон подобия для тел, плавающих в жидкости позволил военно-морским инженерам предусматривать по итогам испытаний малых моделей величину сопротивления движению кораблей и мощность, необходимую для их движения с заданной скоростью. Результаты работы Фруда, а позже его сына Роберта охватили многие проблемы в области проектирования корабля, включая выбор и проектирование двигателей и рулевых устройств, поведение в условиях качки и такие мореходные характеристики, как ходкость и остойчивость.
В период с 1861 по 1875 годы Фруд разработал линейную гидродинамическую теорию бортовой качки судна на регулярном волнении (для идеальной жидкости), которая впервые была опубликована в 1865 году и основана на гипотезе о малости размеров судна по сравнению с размерами волн. Таким образом, на смену упрощенной теории бортовой качки Даниила Бернулли пришла более совершенная теория, которая впоследствии будет учеными неоднократно совершенствоваться, пока не вступит в современный вид как основной инструмент кораблестроителей в исследовании качки судов.
Картина, полученная Фрудом для носовых волн и опубликованная в его статье посвященной изучению волнового сопротивления, имеет большое значение и для современных исследователей. Важно, что Фруд уже тогда хорошо понимал значение наблюдений за волнообразованием, которым вплотную начали заниматься в Японии почти через сто лет после Фруда. Картина образования волн, представленная Фрудом, охватывает характеристики судовых волн так же точно, как и современные исследования, что является свидетельством таланта Фруда как экспериментатора.

### Опытовый бассейн и аппаратура
Для проведения модельных испытаний Фруду необходимо было, кроме чаши бассейна и моделей, создать соответствующее оборудование. Аппаратура, впервые сконструированная Уильямом Фрудом и его сыном Робертом, не претерпела существенных изменений до наших дней. Передвижная каретка монтируется и перемещается по направляющим, расположенным по бокам бассейна. Эта каретка оборудована динамометром, под которым установлена масштабная модель. Целью Фруда было обеспечение записи значения скорости и сопротивления модели корабля в неподвижной воде в тех же условиях, как и при его движении на волнах, которые могут быть искусственно вызваны генератором волн. Модели в течение десятилетий изготавливались из парафина, хотя в настоящее время все чаще используется стекловолокно. Каждая модель Фруда имела примерно 20 футов (6,1 м) в длину, 2 фута (0,61 м) в ширину и примерно дюйм в толщину. Такие размеры моделей практически сохранились до наших дней, как оптимальные.
Ещё одним важным достижением Фруда, кроме модельного исследовательского бассейна было изобретение в 1877 году водяного тормоза. Водяной тормоз входил в конструкцию гидравлического динамометра, который использовался для определения мощности двигателей. Водяной тормоз состоит из ротора, расположенного внутри заполненной водой ёмкости, который соединён с валом двигателя. При вращении ротора вода передаёт момент на корпус, и по результатам измерения крутящего момента, возникающего на ёмкости, и частоты вращения можно определить мощность двигателя.

### Публикации
- Froude W. Supplementary note by Mr. Froude to his remarks on Professor Rankinc’s paper. Trans. INA. Vol. 6, London, 1865.
- Froude W. Remarks on the mechanical principles of the action of propellers. Trans INA, Vol. 6, London, 1865.
- Froude W. Appearent negative slip in screw propellers. Trans. INA. Vol/ 8, London, 1867.
- Froude W. On some difficulties in the received view of fluid friction. / British Assotiation, London, 1869.
- Froude W. Experiments on the Surface-friction Experienced by a Plane Moving Through Water / British Association for the Advancement of Science Report, 42nd Meeting, 1872.
- Froude W. On Experiments with H.M.S. Greyhound, " / Transactions of the Institution of Naval Architects, 16 (1874), P.36-73.
- Froude W. Experiments for the determination of the frictional resistance of water. Report ti the Admiralty, London, 1874.
- Froude W. On useful displasment as limited by weight of structure and propulsive power. Trans. INA. Vol. 15, London, 1874.
- Froude W. The fundamentsl principles which govern the behaviour of fluid, wich special reference to the resistance of ship. / British Association, Londin, 1875.
- Froude W. Experiment upon the effect produced on the wave-making resistance of ships by length of parallel middle body. trans. INA, Vol. 18, London, 1877.
- Froude W. Remarks on: A. Holt. The progress of stream shipping. Trans. ICE. Vol. 24, London, 1883.
- Froude W. On the elementary relation between pitch, slip and propulsive efficiency. Trans. INA. Vol. 19, London, 1878.
- Froude W. A description of a method of investigation of screw propeller efficiency. Trans INA. Vol. 24, London, 1883.

## Семья
Уильям Фруд женился в 1839 году на Екатерине Генриетте Элизабет Холдсворд, дочери губернатора Дортсмута, коммерческого магната и члена Парламента, у них было пятеро детей. Младший сын Роберт Эдмонд Фруд (1846—1924) впоследствии стал его основным помощником и последователем отца.